# Скопски революционен окръг
Скопският революционен окръг на Вътрешната македоно-одринска революционна организация бил част от структурите на революционната мрежа и обхващал района на град Скопие.
По време на Балканската, Междусъюзническата и Първата световна война дейците на Скопския окръг подпомагат българската армия. След 1919 година дейността на ВМРО в окръга е възстановена.

## Начало на революционната дейност
Условията за революционна дейност в окръга са силно затруднени. Военногеографските причини за това са големите реки Вардар, Брегалница и Пчиня, които прерязват областта и затрудняват придвижването, както и обширните полета – Скопското, Кумановското, Велешкото и Овчеполското, които не осигуряват прикритие за четите. Изключение правят западната и източната периферия на окръга – Осоговската планина и Якупица, а отчасти и други местности. Скопие е център на едноименния санджак от Косовския вилает. През революционния окръг преминават стратегически важните железопътна линия и шосе Солун-Скопие-Митровица и са разположени значителни военни части, тъй като вилаетът е граничен с четири държави. Българите са изключително мнозинство в окръга, но компактно албанци живеят в северната му част и турци на юг по Вардар и Брегалница. Те се разглеждат като сериозна опасност за революционната дейност.
Други причини за слабата революционна активност на окръга са дейността на Сръбската пропаганда в Македония и започналите в 1901 година борби за надмощие между ВМОРО и ВМОК. Винишката афера от 1897 година и масовите арести на българи, проведени непосредствено след Солунските атентати от април 1903 година, допълнително усложняват работата на революционните комитети. Ръководители на окръга като Петър Попарсов, Бано Кушев, Андрей Кожухаров и други са арестувани и интернирани.

### Граници
- Шести Скопски революционен окръг
  - Скопски район
  - Щипски район
  - Кратовски район
  - Кумановски район
  - Кривопалански район
  - Кочански район
  - Велешки район
    - Светиниколски район
    - Тетовски район[2]

## Илинденско-Преображенско въстание
През април-май 1903 година Високата порта извършва мобилизация и предислокация на военните си части в Скопския санджак, като около 80 000 войници са разположени в Скопска каза и граничещите с България – Кумановска, Кочанска, Кратовска и Кривопаланечка кази. На 5 юли 1903 година част от ръководството на Скопския окръг и пристигналите чети на Никола Пушкаров и Димче Берберчето изработват военен план за протичане на въстанието. Обсъждат се акция за пленяването на инспектора на румелийските вилаети Хюсеин Хилми паша и опит за превземането на Кратово, както и извършването на атентати. Въстанието в Скопски окръг започва фактически на 27 юли 1903 година, като според различни данни до края на месеца броят на въстаниците достига 120 – 170 души. Прекъснати са много телеграфски линии, четите на Никола Пушкаров (над 30 души) и Ангелко Алексов (7 души) нападат на 1 август моста над Вардар близо Ветърско, а на 2 август се отбранява при манастира „Свети Йоан Ветерски“. На 4 август обединените чети на Никола Пушкаров, Ангелко Алексов и Боби Стойчев дават сражение на турски аскер и башибозук при Гюрищкия манастир и започват изтегляне към сръбската граница, която пресичат на 20 август. Една чета действа в Кочанско към 27 юли, вероятно тази на Димко Берберчето. На 15 август четата на Георги Данев от 12 души е обкръжена и унищожена при Долно Трогерци. Градската чета на Андрей Кожухаров извършва атентати в областта Каршияка, след което се прехвърля в Поречкия въстанически район.
В средата на август 1903 година окръгът остава без действащи въоръжени сили, но в края на месеца от България започват да навлизат нови чети. Владислав Ковачев и Атанас Бабата със 100 души четници дават голямо сражение на аскер от 300 души в планината Плавица, след което се изтеглят обратно в България. Четите на Христо Чернопеев, Георги Тренев, Делчо Коцев, Петър Самарджиев, Панайот Байчев и Никола Жеков (близо 300 души) са предназначени за различни райони, но на 4 септември са открити в Кочанско, не издържат натиска на 5 – 6000 редовна турска войска и се разпръскват, а оцелелите се изтеглят към България. На 12 септември четите на Никола Дечев, Иван Топчев, Григор Манасиев, Атанас Мурджев и Тома Пожарлиев (113 души) са открити от 7000 аскер между кратовските села Луково и Емирица, оцелелите четници се изтеглят към България. На 19 септември четата на Пантелей Константинов (80 души) на връх Китка в Осогово малко след границата е открита от аскер и ден по-късно се изтегля в България с един ранен, а турците дават между 65 – 250 убити и ранени. Същия ден в Скопски окръг от България навлизат четите на Сотир Атанасов, Михаил Ганчев, Никола Пушкаров, Атанас Мурджев и други (450 души), но също са пресрещнати от многочислен аскер и след нощно сражение се оттеглят в България. Същата чета прави нов опит да навлезе в Македония, но при Пърлица, Кривопаланечко е отблъсната. Сотир Атанасов прави още един опит да навлезе с чета в Македония на 28 септември при Долна Любата, но също е отблъснат. През октомври четите на Борис Сарафов и Андон Кьосето си пробиват път от Битолско към България, като водят три сражения във Велешко..
Като положителни резултати от въстаническите действия в Скопския окръг могат да се отчетат ангажирането на големи турски военни сили и затруднените доставки на припаси към другите въстанали райони, което улеснява активността на Битолския революционен окръг.

## 1919 – 1934
- Скопски революционен окръг
  - Скопска околия
  - Тетовско-Гостиварска околия
  - Кочанска околия
  - Царевоселска околия
  - Щипска околия
  - Светиниколска околия
  - Велешка околия